# Birkenau und Rosenfeld
Birkenau und Rosenfeld ist die dramatisierte Geschichte einer Wiederbegegnung eines KZ-Opfers aus Auschwitz-Birkenau mit den Orten seiner Kindheit und dem Leiden seiner Familie. Der Film entstand 2002 an Originalplätzen und hatte seine Premiere im Rahmen der Internationalen Filmfestspiele Berlin 2003. Der französische Filmtitel La petite prairie aux bouleaux und der englische Titel The Birch-Tree Meadow greifen dabei die Übersetzung des polnischen Namens von Birken-Aue auf.

## Handlung
Die Französin Myriam, dargestellt von Anouk Aimée, kehrt nach über fünfzig Jahren an die Orte des eigenen Überlebens als 15-Jährige zurück. Sie sucht die ehemalige Wohnung der Familie Rosenfeld, das Krakauer Ghetto Kazimierz und Auschwitz auf, und erlebt dabei eine zunehmende Paranoia.

## Hintergrund
Die beim Erscheinen des Films 75-jährige Marceline Loridan-Ivens hat vier Jahrzehnte im cineastischen Umfeld gearbeitet, war als Co-Regisseurin und auf anderen unterstützenden Positionen tätig gewesen. Als Ehefrau des politischen Dokumentarfilmers Joris Ivens war sie auch seine Mitarbeiterin. In ihrer ersten Regiearbeit thematisiert die KZ-Überlebende Loridan-Ivens ihr eigenes Schicksal in Auschwitz-Birkenau. In der deutschen Filmfassung leiht Hannelore Elsner der Hauptfigur ihre Stimme.
Die Aufnahmen des Konzentrationslagers, die der Fotograf während des Films macht, stammen von dem Fotografen Andreas Magdanz.

## Kritik
„Ein autobiografisch gefärbter Film über den Skandal des Überlebens und die Strategien von Erinnerungs- und Trauerarbeit, der teilweise mit quälender Intensität und stimmigen Impressionen aufwartet, diese Eindrücke jedoch mit Kitsch und banaler Künstlichkeit verwässert. Unter der Hand erweist sich der Versuch deshalb als entschiedenes Plädoyer für die Nicht-Fiktionalisierung einer Spurensuche in Vernichtungslagern.“

## Auszeichnungen
- 2003: Friedenspreis des Deutschen Films – Die Brücke